# Динамо (клуб по хоккею с мячом, Алма-Ата)
«Динамо» (Алма-Ата) — советский и казахстанский клуб по хоккею с мячом, существовавший в 1932—1995 годах.

## История
Команда по хоккею с мячом при алма-атинском отделении ВСО «Динамо» была организована в 1932 году. А 1937 году команда дебютировала на всесоюзной арене в играх на Кубок СССР. Долгие годы команда выступала на городских и республиканских соревнованиях.
Большой вклад в развитие команды внёс Николай Старостин, работавший с командой в 1950-х годах.
В 1954 году команда, заняв третье место во второй группе чемпионата СССР, получила право на участие в играх чемпионата СССР. Но по финансовым причинам команде пришлось отказаться от путёвки в класс сильнейших. Тогда эта путёвка была передана «Буревестнику».
В 1964 году по решению спортивного руководства Казахской ССР Динамо заменило в чемпионате СССР «Буревестник». Команда, возглавляемая Э. Ф. Айрихом, быстро прогрессировала и вскоре вошла в число лидеров советского русского хоккея. С 1966 по 1981 года команда не спускалась ниже четвёртого места. Ведущие игроки «Динамо» в летний период играли в хоккей на траве в том же «Динамо».
После ухода Э. Ф. Айриха команда несколько сдала свои позиции. Но вернулась на верхние строчки турнирных таблиц благодаря как усилиям игроков, так и хорошей тренерской работе ученика Э. Ф. Айриха — Б. А. Чехлыстова.
В чемпионате России 1993/1994 команда провела лишь две игры и снялась с соревнований по финансовым причинам. В 1995 году команда была расформирована.
«Динамо» (Алма-Ата). Одна из сильнейших к-д страны второй пол. 60-х — нач. 90-х. Была создана в 1932 при облсовете «Динамо». Во всес. соревнованиях дебютировала в Кубке СССР 1937. В предвоенные годы и в 1948—1953 выступала в город. и респ. соревнованиях. Немалый вклад в становление к-ды внес работавший с ней в нач. 50-х Н. П. Старостин. Ч-н Казахской ССР 1953, второй (1951) и третий (1952) призёр ч-тов. Обл-тель Кубка Казахской ССР 1950—1953. Заняв во второй группе ч-та СССР 1954 третье место, к-да получила право перейти в расширявшийся класс «А», однако отказалась от этого по финансовым причинам, поскольку весь ч-т нужно было проводить на выезде. В сезоне 1964 по решению спорт. организаций Казахстана она заняла в классе «А» место «Буревестника». Вскоре под началом Э. Ф. Айриха к-да дважды подряд стала третьим призёром ч-тов СССР, а в 70-е прочно вошла в число сильнейших, сумела вмешаться в давний спор признанных лидеров —"Динамо" (М) и СКА (Св). В течение пятнадцати лет (с 1966 по 1981) она ни разу не заняла место ниже четвёртого. Располагала хорошо сбалансированным составом. Особенно сильно выглядела атакующая линия, хоккеисты к-рой умело сочетали индивидуальное мастерство с коллективными действиями. Им нередко удавалась создавать угрозу воротам соперников, используя такой эффективный тактический прием как пас на свободное место. Ведущие игроки В. Бочков, Л. Лобачев, В. Панёв, Г. Любченко приглашались в сб. СССР, под стать им действовали Я. Апельганец, А. Ионкин, Б. Третьяков, Е. Агуреев, Б. Чехлыстов. После ухода Э. Ф. Айриха к-да несколько сдала свои позиции и вновь вышла на высокий уровень, ведомая его учеником Б. А. Чехлыстовым, к нач. 90-х. Вместе с ветераном Н. Шмиком лидерами обновленной к-ды стали А. Осокин, A. Маряшин, В. Набер, А. Никишов, В. Новожилов, О. Чернов, Ю. Чурсин. Отыграв ч-т России 1993, в следующем она сыграла лишь два матча и снялась с соревнований, а в 1995 была расформирована. В классе «А» и высшей лиге ч-тов СССР выступала в 1964—1992 (760 матчей: 421 победа, 1 технич. победа, 116 ничьих, 222 поражения; мячи 3120-1961). Ч-н СССР 1977 и 1990. Второй (1973, 1975, 1976, 1978, 1979 и 1981) и третий (1966, 1967, 1971, 1974, 1983 и 1992) призёр ч-тов. Рекордсмен по кол-ву сыгранных матчей — Н. Шмик (450), лучший бомб-р — Е. Агуреев (519 мячей). Во второй группе ч-та СССР играла в 1954, где заняла третье место (5 побед, 2 ничьи, 2 поражения; мячи 24-18). В ч-те России играла в 1993 — 7-е место (8 побед и 10 поражений; мячи 87-75). В Кубке СССР участвовала в 1937, 1950, 1951, 1954 и 1983—1992 (90 матчей: 41 победа, 13 ничьих, 35 поражений, 1 технич. поражение; мячи 388—371). Фин-ст Кубка 1984. В 1993 вне конкурса принимала участие в Кубке России (4 победы, мячи 35-10). В Кубке европейских чемпионов участвовала в 1977 и 1990 (5 побед, 2 поражения, мячи 47-10). Обл-тель КЕЧ 1977, третий призёр 1990. В Кубке мира принимала участие в 1990 (3 победы, 2 поражения, мячи 9-7). Полуфиналист КМ 1990. Поб-тель «Кубка SAPA» (Швеция) в 1979. В 1991 второй призёр турнира на призы концерна «Азия-Спорт» и «Полярного кубка» (Финляндия). Составляла костяк сб. Казахстана, ставшей вторым призёром Спартакиады народов СССР 1986 (молод. составы). Ведущими игроками были: в 1937 — С. и Я. Еремины; в 40-е — первой пол. 50-х — К. Балясов, Б. Батырбаев, B. Болотов, Б. Ёркович, А. Киселев, В. Котляров, Г. Петров, Е. Рыгалин, В. Трофимов; в сер. 60-х — врат. Ю. Жабин, полузащ. В. Алешин, К. Байбулов, К. Суетнов, нап. Б. Казанцев, И. Рогачев; во второй пол. 60-х — сер. 70-х — врат. В. Мозгов, защ. Г. Любченко, Ю. Парыгин, А. Шулепов, полузащ. В. Ильин, Г. Конев, В. Панёв, И. Хандаев, нап. В. Бочков, Ю. Варзин, В. Семенов; во второй пол. 60-х — первой пол. 80-х — полузащ. Я. Апельганец, нап. А. Ионкин, Б. Чехлыстов; в 70-е — врат. М. Азизов, В. Замараев, защ. А. Соколов, полузащ. Ф. Зигангиров, Л. Лобачев, Б. Третьяков, нап. А. Куземчик, Н. Навалихин; в 70-х — нач. 90-х — полузащ. Н. Шмик; во второй пол. 70-х — сер. 80-х — врат. В. Пахомов, защ. В. Алексеев, полузащ. C. Семенов, нап. Е. Агуреев, В. Горчаков, В. Корытин; в 80-х — нач. 90-х — врат. В. Богатов, А. Лапотко, А. Ляпин, защ. Ю. Почкунов, И. Фаттахов, Ю. Чурсин, полузащ. Ал. Золотарев, А. Курочкин, А. Маряшин, В. Набер, А. Никишов, В. Новожилов, А. Осокин, С. Смольников, нап. Ю. Алексеев, С. Вяткин, В. Привалов, В. Савин, О. Чернов, Р. Шамсутов. Гл. тренерами были: В. А. Котляров — 1963/ 64, Э. Ф. Айрих — 1964—1978, К. Д. Байбулов — 1978—1980 и 1981—1983, М. С. Кузнецов — 1980/81, Б. А. Чех- лыстов — 1983—1995. Наибольший вклад в успехи к-ды внесли Э. Ф. Айрих, много лет помогавший ему, а затем работавший самостоятельно К. Д. Байбулов и Б. А. Чехлыстов.

## Достижения
Чемпион СССР (2) — 1977, 1990 

 Серебряный призёр чемпионата СССР (6) — 1973, 1975, 1976, 1978, 1979, 1981 

 Бронзовый призёр чемпионата СССР (5) — 1966, 1967, 1971, 1974, 1983 

 Бронзовый призёр чемпионата СНГ (1) — 1992 

 Финалист Кубка СССР (1) — 1984 

 Обладатель Кубка европейских чемпионов (1) — 1977 

 Бронзовый призёр Кубка европейских чемпионов (1) — 1990

## Знаменитые игроки
- Евгений Агуреев 1974—1984
- Миннеула Азизов 1974—1984
- Яков Апельганец 1965—1980
- Валерий Бочков 1965—1978
- Казбек Байбулов 1963—1968
- Юрий Варзин 1965—1974
- Алексей Загарских 1991—1993
- Фарид Зигангиров 1973—1976
- Александр Ионкин 1967—1985
- Борис Казанцев 1963—1966
- Валентин Семёнов 1964—1966[1]
- Александр Лапотко 1982—1985
- Леонид Лобачёв 1971—1978
- Геннадий Любченко 1967—1978
- Валерий Мозгов 1965—1969
- Алексей Никишов 1983—1993
- Сергей Смольников 1983—1993
- Владислав Новожилов 1988—1994
- Сергей Обухов 1991—1992
- Вячеслав Панёв 1966—1977
- Юрий Парыгин 1964—1969
- Владимир Пахомов 1976—1982
- Сергей Семёнов 1979—1982
- Юрий Фокин 1963—1965
- Игорь Хандаев 1966—1969
- Борис Чехлыстов 1964—1983
- Ринат Шамсутов 1990—1993
- Николай Шмик 1970—1995
- Александр Шулепов 1964—1975 (с перерывами)

## Тренеры
- 1964—1978 Эдуард Айрих
- 1978—1980 Казбек Байбулов
- 1980—1981 Кузнецов М.
- 1981—1983 Казбек Байбулов
- 1983—1995 Алешин Владимир Антонович, Рогачев Иван Михайлович, Борис Чехлыстов